# Prințesa Amelia a Marii Britanii
Prințesa Amelia (Amelia Sophia Eleanor; 10 iunie 1711 – 31 octombrie 1786) a fost membră a familiei regale britanice, a doua fiică a regelui George al II-lea.